# München Mord: Auf der Straße, nachts, allein
Auf der Straße, nachts, allein ist ein deutscher Fernsehfilm von Anno Saul aus dem Jahr 2017. Es handelt sich um die sechste Folge der Kriminalfilmreihe München Mord mit Bernadette Heerwagen, Alexander Held und Marcus Mittermeier in den Hauptrollen.

## Handlung
Kriminaloberkommissar Harald Neuhauser hat eine neue Freundin. Ihretwegen lässt er seine Kollegin Angelika Flierl fast eine halbe Stunde lang warten. So dauert es nahezu eine Stunde, bis die beiden am Ufer der Isar eintreffen, wo ein junger, gut aussehender Mann mit einer Schusswunde im Bauch gefunden worden ist. Seine Leiche wurde hier angeschwemmt. Als sie gemeinsam an dem Fall weiterarbeiten, treibt ein weiterer Körper die Isar stromabwärts. Wie sich herausstellt, ist es Neuhausers und Flierls Chef, Kriminalhauptkommissar Ludwig Schaller, der hier in seiner mehr als unkonventionellen Art ein Experiment anstellt. Unter Aufsicht der Wasserrettung hat er sich in der Isar stromabwärts treiben lassen und kann dadurch berechnen, wo sich der Tatort befunden haben muss, nachdem die Gerichtsmediziner festgestellt hatten, dass die Leiche ungefähr eine Stunde lang im Wasser getrieben ist. 
Der Dienststellenleiter, Kriminaloberrat Zangel, macht Ludwig Schaller Vorwürfe wegen seiner Versuche an der Isar. Schaller wiegelt ab und verteidigt Flierl und Neuhauser gegenüber seinem Chef. Er akzeptiert das Alibi der beiden, dass sie im Stau in München gesteckt hätten und deshalb zu spät zum Tatort gekommen seien, glaubt ihnen jedoch selbst kein Wort davon.
Am nächsten Tag findet Schaller an der Stelle, die von ihm als Tatort vermutet wird, den verschollenen zweiten Schuh des Opfers. Hier befindet sich nahe einer Brücke über die Isar ein Kiosk, der die ganze Nacht geöffnet hat. Mehr kann Schaller bei seinem ersten Lokalaugenschein noch nicht herausfinden.
Nachdem das Hotel ermittelt werden konnte, in welchem das Mordopfer oft abgestiegen war, erhoffen sich Neuhauser und Flierl, endlich dessen Identität feststellen zu können. Doch dort ist der Mann namentlich nicht bekannt, weil die Zimmer stets von den Damen, die er begleitet hatte, gebucht und bezahlt worden waren. Dem Ermittlungsteam wird klar, dass es sich bei dem Toten um einen Callboy gehandelt haben muss, einen „Gschamsterer“ wie Schaller diese Art von Liebhaber nennt. Schaller stellt inzwischen eine Liste von Männern zusammen, die die exklusiven rahmengenähten Schuhe gekauft haben, von denen auch das Mordopfer ein Paar besessen hatte. Aber auch die Befragung der Frauen, die die Zimmer im Hotel gebucht hatten, bringt das Ermittlerteam nicht weiter. Sie schweigen oder geben zumindest den Namen des Callboys nicht preis.
Erst nachdem Angelika Flierl ebenfalls zu unkonventionellen Mitteln gegriffen und „Enrico“, der für die Escort-Agentur des ermordeten Callboys arbeitet, in ein Hotelzimmer bestellt hat, kommt sie der Sache näher. Sie erzählt „Enrico“, dass sie eigentlich wegen eines anderen Mannes bei der Agentur angerufen habe, dieser sei jedoch kürzlich ermordet worden. „Enrico“ hat das Gefühl, ausgehorcht zu werden und wirft Angelika, die sich als „Maria“ ausgegeben hatte, aus dem von ihr bezahlten Hotelzimmer. Doch schnell überlegt er es sich anders und lässt „Maria“ wieder ins Zimmer.
Schaller recherchiert inzwischen wieder bei dem Kiosk am Ufer der Isar. Er beobachtet bis in die Abendstunden das Treiben rund um den Kiosk und spricht mit dem Verkäufer, der in dem Kiosk die ganze Nacht arbeitet.
Mit Stefanie, einem Fußballfan, geht Neuhauser in die „Rampe“, eine zwielichtige Kneipe, in der Polizeibeamte oft nach Dienstschluss verkehren. Dort treffen sie auf den Polizisten Fellner, genannt „Ringo“. Er nennt Neuhauser „Kellerassel“, weil das Ermittlungsbüro von Schallers Team im Keller des Polizeigebäudes liegt, wo die drei Kommissare ein provisorisches Dasein fristen. Als Neuhauser dann auch noch sieht, dass seine neue Freundin Ilona, die sich eigentlich mit einer Freundin aus Hamburg treffen wollte, ebenfalls in dem Lokal ist und von „Ringo“ angebaggert wird, rastet er aus und will sich mit seinem Kollegen schlagen. Die beiden werden aus dem Lokal geworfen. Ilona erklärt Harald Neuhauser, dass sie oft in solchen Lokalen verkehre.
Am nächsten Tag wartet schon Kriminaloberrat Zangel auf Neuhauser. Von diesem wird er wegen des Zwischenfalls in der Kneipe ermahnt. „Ringo“ Fellner will von einer Beschwerde absehen, wenn sich Neuhauser bei ihm entschuldigt. Schaller will die Entschuldigung jedoch aufschieben, da Neuigkeiten im laufenden Fall zu weiteren Recherchen drängen.
Flierl hat von „Enrico“ den Namen des toten Callboys erfahren. Es handelt sich um Holger Gerl, in dessen Wohnung sich Neuhauser und Flierl als erstes umsehen, um einen Hinweis auf das Tatmotiv zu finden. Unter den Telefonnummern in Gerls Notizbuch findet sich ein Lukas Finke. Es stellt sich heraus, dass das jener junge Mann ist, der in dem Kiosk nahe beim Tatort arbeitet. Er behauptet jedoch, Gerl nicht zu kennen. Dadurch macht er sich erst recht verdächtig. 
Schaller zeigt Finke beim Kiosk seinen Dienstausweis und fragt ihn, ob er eine Waffe besitze. Dieser bejaht, behauptet aber, diese legal zu besitzen und dafür eine Waffenbesitzkarte zu haben. Schaller findet heraus, dass die Besitzerin des Kiosks Ilona Freitag heißt. Ilonas Schwester, Anna Finke, ist die Mutter von Lukas. Anna und ihre Schwester Ilona haben das Vermögen ihres Vaters, darunter einige Immobilien, geerbt. Noch brisanter wird die Angelegenheit, als sich herausstellt, dass Ilona Freitag ausgerechnet Neuhausers neue Liebschaft ist. Auch ihr Name findet sich in Gerls Notizbuch. Neuhauser verrät jedoch Schaller nicht, dass er sie kennt.
Flierl und Neuhauser fahren zur Wohnung von Ilona. Neuhauser geht allein in die Wohnung und trifft dort auf Ilona und ihre Schwester Anna. Neuhauser schlägt Ilona ins Gesicht, weil er nicht wahrhaben will, dass seine neue Liebe in die Vorgänge rund um den Mordfall verwickelt zu sein scheint. Zurück bei Angelika Flierl merkt diese, dass in der Wohnung etwas vorgefallen sein muss. Sie geht ebenfalls in das Apartment und redet mit den Schwestern. Erst später gesteht ihr Neuhauser, dass er seine Freundin geschlagen hat.
Angelika Flierl trifft inzwischen ihren Vorgesetzten Helmut Zangel, der früher bei der Sittenpolizei gearbeitet hat. Er erklärt ihr, wie das Sexualleben der Callboys funktioniert. Er behauptet, dass die meisten Callboys homosexuell seien, maximal bisexuell, aber trotzdem mit Frauen ins Bett gingen, ausschließlich aus finanziellen Interessen. Das Vertrauen dieser wechselnden Bekanntschaften erschlichen sie sich, indem sie ihnen vorgaukelten, wie sehr sie deren Selbstständigkeit und Selbstbewusstheit bewunderten. Genau das hat Flierl mit „Enrico“ erlebt und wäre fast darauf hereingefallen. 
Schaller bemüht sich indessen, seinen Visionen zu folgen und kommt so zu dem Schluss, dass Lukas Finke mit dem Opfer eine homosexuelle Beziehung gehabt haben könnte und möglicherweise mit Gerl in Streit geraten ist. Da er eine Waffe besitzt, die nach Überprüfung als Tatwaffe in Frage kommt, wird er zum Hauptverdächtigen. 
In Lukas Finkes Wohnung wird die Waffe sichergestellt. Er leugnet allerdings, jemals auf etwas Lebendiges geschossen zu haben. Schmauchspuren sind an seinen Händen tatsächlich nicht nachzuweisen. 
Neuhauser beschattet indes weiterhin das Haus seiner Freundin Ilona. Als sie das Haus verlässt, stellt er sie zur Rede. Ihr gefällt jedoch ihre Unabhängigkeit, sie will Neuhauser nicht allzu sehr in ihre Umgebung  einbeziehen, sondern auch ein Leben abseits von ihm führen. Als sie weggeht, steigt Neuhauser auf einen Baum, um zu sehen, wohin sie geht. Dabei stürzt er ab und bleibt liegen.
Schaller beschäftigt sich inzwischen mit einem Herrn Siebert, der sich oft in der Nähe des Kiosks herumtreibt. Der demente Mann behauptet, Lukas Finkes Mutter habe ihm vor drei Tagen einen Keks geschenkt. Niemand glaubt dem alten Mann.
Angelika Flierl durchsucht inzwischen allein nochmals Lukas Finkes Wohnung. Dort findet sie 2500 Euro in bar und bemerkt, wie Lukas unter dem Tod seines Freundes Holger Gerl leidet. In seiner Wohnung hat er eine Art Altar mit Erinnerungsstücken an Holger aufgebaut. 
Während Schaller und Flierl sich mit den Mordermittlungen beschäftigen, will Neuhauser noch einmal mit seiner Ilona reden. Er ist schockiert, als er sie erdrosselt in ihrer Wohnung auffindet. Er informiert nun seine Kollegen, die die Spurensicherung einschalten. Auch Kriminaloberrat Zangel kommt zum Tatort und macht Neuhauser Vorhaltungen. Nachdem die Spurensicherung ihre Arbeit beendet hat, schickt Schaller auch Neuhauser und Flierl weg, um nochmals allein den Tatort begutachten zu können. Seine Intuition sagt ihm, dass Ilona im Affekt niedergestoßen worden sein muss. 
Die am Tatort gefundenen Spuren weisen sehr schnell auf den Callboy Sebastian Steinbichler hin. Er wird festgenommen und entpuppt sich als jener „Enrico“, den Flierl im Hotel getroffen hat. Den südländischen Akzent hat er nur gespielt. „Enrico“ gibt zu, von Ilona Freitag bestellt worden zu sein. Dann sei er mit ihr in Streit geraten und habe sie von sich gestoßen. Sie sei mit dem Kopf auf die Tischkante gefallen und reglos auf dem Boden liegen geblieben. Erdrosselt habe er sie aber nicht. 
Zangel verhört Anna Finke und diese erzählt ihm, dass ihre Schwester Ilona total verliebt in Holger Gerl gewesen sei. Als Callboy war Gerl auf das Verhältnis mit Ilona eingegangen, obwohl er gleichzeitig eine Beziehung zu Lukas Finke aufgebaut hatte, von der Ilona jedoch nichts wusste. 
Schaller erinnert sich an den alten Herrn Siebert, der behauptet hatte, von Lukas Finkes Mutter einen Keks erhalten zu haben. Da Anna Finke jedoch nie den Kiosk an der Isar besuchte, musste es sich wohl um eine Verwechslung mit deren Schwester Ilona gehandelt haben. Neuhauser behauptet jedoch, in der Mordnacht sei Ilona mit ihm zusammen gewesen. Am Morgen sei sie jedoch kurz weg gewesen, um Schokoladencroissants zu kaufen. Damit wird für Schaller klar, dass es nur Ilona Freitag gewesen sein konnte, die Gerl erschossen hatte, nachdem sie von diesem zurückgewiesen worden war. 
Lukas Finke wird nun neuerlich ins Kommissariat vorgeladen. Er kann als derjenige überführt werden, der die bewusstlose Ilona mit ihrem Gürtel erdrosselt hat, anstatt den Notarzt zu rufen. Die 2500 Euro, die Angelika Flierl bei ihm entdeckt hatte, stammten aus dem Safe seiner Tante. Auch einen wertvollen Ring hatte er  mitgenommen. Lukas wusste, dass es nur seine Tante gewesen sein konnte, die seinen Freund Holger Gerl erschossen hatte. In der Mordnacht fehlte die Schusswaffe, die immer im Kiosk aufbewahrt worden war, für kurze Zeit. Nachdem sie wieder zurückgelegt worden war, fehlte jedoch eine Patrone.
Im Hof des Kommissariats erzählt Anna Finke von ihrer Schwester. Immer wieder habe sie als Jugendliche auf der Straße Autos angehalten, um einzusteigen und mitgenommen zu werden. Wer immer sie mitnahm, bald hatte sie etwas zu meckern und geriet mit dem Fahrer in Streit. Oft wurde sie einfach mitten auf der Strecke hinausgeschmissen und dann stand sie da, auf der Straße, nachts, allein.

## Rezeption

### Einschaltquoten
Die Erstausstrahlung im ZDF verfolgten am 14. Oktober 2017 5,80 Millionen Menschen. Das bedeutet einen Marktanteil von 20,2 Prozent. Von den Zuschauern zwischen 14 und 49 Jahren wurde der Film von 10,3 Prozent der Zuschauer gesehen, was etwa 0,88 Millionen entspricht.

### Kritiken
Rainer Tittelbach von tittelbach.tv zieht folgendes Urteil zu dieser Folge: „Eine männliche Leiche an der Isar. Immer dieses banale Töten! Neuhauser und Schaller steht derweil der Sinn nach Höherem: nach magischer Liebe, nach schwerer Lyrik – und Flierl fühlt sich mal wieder nicht beachtet. Damit ist sie nicht allein. Viele in der sechsten ‚München-Mord‘-Episode sehnen sich neben sexueller Erfüllung vor allem nach etwas Anerkennung. Der Fall, die Beziehungen der Hauptpersonen und dieses ‚Thema‘ der verzweifelten Herzen, das alle Geschichten in diesem Krimi umkreist, werden in ‚Auf der Straße, nachts, allein‘ auf geradezu vorbildliche Weise miteinander verwoben. Außerdem gibt es wieder ein Dutzend erinnerungswürdiger Szenen, die Schauspieler sind klasse, und München ist ein Dorf.“
Kino.de bemerkte dazu: In „‚Auf der Straße, nachts, allein‘ sonnt sich das Trio […] ein wenig zu sehr in seiner Andersartigkeit, die Sätze, die ihnen das Drehbuch in den Mund legt, passen nicht immer. Häufig sind sie aber auch absolute Volltreffer und so bleibt man, auch dank eines verschachtelten Liebesdramas als Haupthandlung, prächtig unterhalten.“
Ulrich Feld von der fnp wertete: „Die amourösen und kriminalistischen Verwicklungen aller Beteiligten, hetero- wie homosexuell, balancieren in dieser Episode besonders geschickt auf dem schmalen Strich zwischen Drama und Komödie. Dabei stellt sich Kommissar Schaller, von Alexander Held mit gewohnter Präzision und millimetergenauem Sprachduktus verkörpert, immer wieder wie ein Fels gegen die emotionalen Brandungen seiner Mitarbeiter.“